# Flixbus
FlixBus je njemački autobusni operater koji pruža usluge prijevoza putnika na međugradskim i međunarodnim autobusnim linijama. Lansiran je 2013. godine nakon deregulacije njemačkog tržišta te od tada nudi alternativan, pouzdan i ekološki način putovanja po ugodnim cijenama.
Svoju mrežu autobusnih linija proširio je na 18 europskih zemalja (Njemačka, Austrija, Švicarska, Nizozemska, Francuska, Belgija, Italija, Luksemburg, Češka, Slovačka, Bosna i Hercegovina, Slovenija, Hrvatska, Mađarska, Danska, Švedska, Poljska, Španjolska i Engleska). Danas FlixBus mrežu čini oko 100.000 dnevnih linija te više od 800 destinacija diljem Europe. Širenje nastavlja i dalje prema srednjoj i istočnoj Europi (regiji CEE).

## Poslovni model
Poslovni model temelji se na međunarodnoj platformi, koja je osnovana u suradnji s malim i srednjim regionalnim autobusnim poduzećima. Unutar ovog poslovnog modela FlixBus tim odgovoran je za planiranje mreže linija, podršku korisnicima, upravljanje kvalitetom, marketing i prodaju kao i za poslovni i tehnološki razvoj dok su partneri s druge strane odgovorni za svakodnevno obavljanje vožnji u tuzemstvu i inozemstvu. Jedinstveni sustav pruža dobre uvjete za međunarodni rast i razvoj, te omogućava brzo širenje europskim tržištem.

## Počeci i međunarodni rast
FlixBus start-up su u 2011. godini u Münchenu osnovala trojica prijatelja, a prve autobusne linije pokrenute su u Njemačkoj u veljači 2013. godine. Godinu dana kasnije FlixBus je upravljao nacionalnom mrežom autobusnih linija. U 2015. godini postao je njemački tržišni lider u prijevozu putnika (danas ima 71% tržišni udio), nakon čega je slijedila internacionalizacija poslovnog modela. Tako je ljeti iste godine otvorio ured u Milanu te s FlixBus France ušao na nedavno liberalizirano francusko tržište. Uskoro je osnovano poduzeće FlixBus B.V. te je time proširena međugradska autobusna mreža u Nizozemskoj. Međunarodna mreža autobusnih linija razvija se na tržištima srednje i istočne Europe, a otvoren je i ured u Zagrebu.

## Vanjske poveznice
- https://www.flixbus.hr/